# Agriphila
Agriphila é um gênero de mariposa pertencente à família Crambidae.